# استنوفیلانین ای
استنوفیلانین ای (به انگلیسی: Stenophyllanin A) با فرمول شیمیایی C۴۲H۳۰O۲۵ یک ترکیب شیمیایی است. که جرم مولی آن ۹۳۴٬۶۴ g/mol می‌باشد. 